# 查尔斯·贝尔
查尔斯·贝尔爵士（英文：Charles Bell；1774年11月12日—1842年4月28日），苏格兰医生、解剖学家、生理学家、艺术家，以发现感觉神经与运动神经的差异而知名，“贝尔氏麻痹症”即以他的名字命名。 他曾担任英国伦敦大学、爱丁堡大学的教授。

## 生平
1774年11月12日，查尔斯·贝尔出生于英国苏格兰首府爱丁堡，是家中的第四个儿子。1779年，他的父亲在他5岁时去世。1792年，他入读爱丁堡大学，并于1798年毕业。
1821年，贝尔描述了颜面神经的解剖结构，以及它们与单侧面部麻痹之间的关系，此后该疾病被命名为“贝尔氏麻痹症”。同年，他描述了后来以他名字命名的长胸神经（外呼吸贝尔神经）。
1824年，他当选为英格兰皇家外科医学院的解剖学及外科学教授，不就后成为伦敦大学生理学教授。 1831年，英国国王威廉四世为查尔斯·贝尔授勋。1836年，他成为爱丁堡大学外科学系主任。
1842年4月28日，他在爱丁堡返回伦敦途中逝世，享年68岁。